# Karin Jarl-Sakellarios
Karin Jarl-Sakellarios (* 6. Oktober 1885 in Wien; † 20. November 1948 ebenda) war eine österreichische Keramikerin.
Jarl-Sakellarios wurde als Tochter des Bildhauers Otto Jarl geboren und war mit dem Bildhauer Victor Sakellarios verheiratet. Sie arbeitete für die Keramos Wien, ab 1925 als Keramikerin für die Porzellanmanufaktur Augarten und schuf zahlreiche Tierplastiken, wobei manche noch heute erzeugt werden. Besonders geschätzt werden die Darstellungen von Pferden aus der Spanischen Hofreitschule. Die Künstlerin war eine Enkeltochter des Architekten und Dombaumeisters Friedrich von Schmidt.

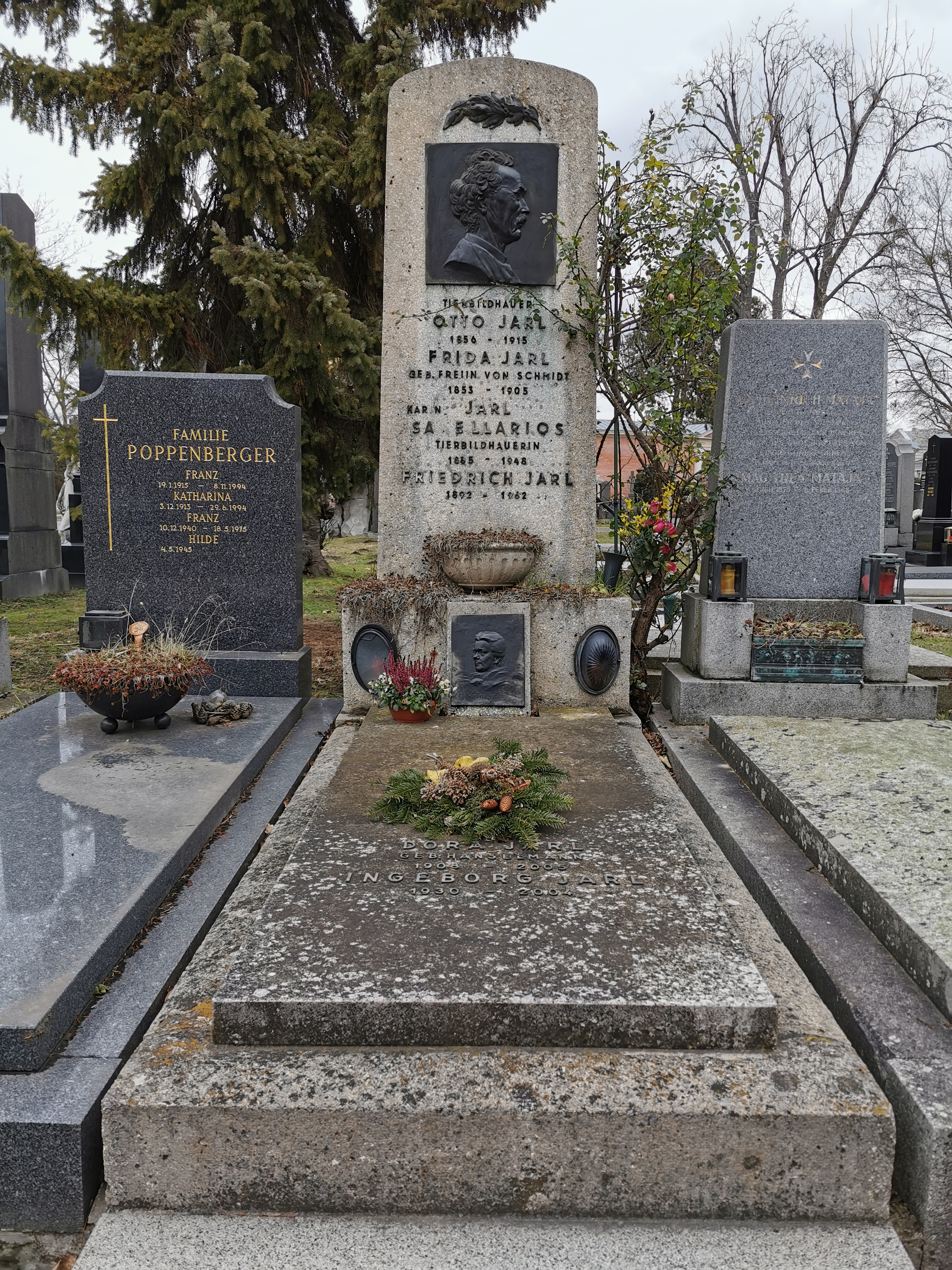
Grabstätte

Sie wurde auf dem Wiener Zentralfriedhof in der Familiengruft beigesetzt (Gruppe 31 B, Reihe 13, Nr. 23).